# Torpedostation Hørup Klint
Torpedostation Hørup Klint ligger på Als overfor Kegnæs.
Den oprindelige torpedostation blev etableret i 1906 og fungerede som tysk torpedoindskydningsstation under 1. verdenskrig indtil 1918.
1917 nedlagde marinen Ballebro-Torpedostation, og den ledende flådeofficer blev forflyttet til Hørup Klint.
Der var 4 skydebaner.
500m, man skød over mod Kegnæs
3000m endte i Lille Hav ved Drejet.
5000m og 11000m gik tværs over Flensborg Fjord og havde skive i Langballigau.
Under 2.verdenskrig blev bygningerne i den tidligere tyske torpedostation rømmet og anlægget indrettet til forsøgsstation for den tyske krigsmarine.
Her foregik mange eksperimenter med radar og infrarødt udstyr.
Da krigen sluttede, lå der 8 ubåde ved Torpedostation Hørup Klint ved Høruphav. Den 5. maj 1945 sænkede besætningen ubådene. 2 stk. i Lillehav sydøst for Hørup Klint, 6 stk. længere ude mellem Kegnæs og Sønderskoven på Als.
De 8 sænkede ubåde blev efter 2. verdenskrig sprængt, og resterne solgt som skrot.
Efter krigen blev bygningerne anvendt til flygtningelejr, den største i Sønderjylland med over 1000 flygtninge.
I 1958 blev området overtaget af en lokal produkthandler og benyttet i forbindelse med fjernelse af de sænkede ubåde samt dumpet ammunition. Til brug ved demontering af ammunition blev der bygget nogle gasbetonbunkers ind i klinten. Disse bunkers er det eneste, der er tilbage med tilknytning til den gamle torpedostation, idet alle andre bygninger blev nedrevet i 1970´erne og området udlagt til villakvarter.